# Аксьоновці
Аксьо́новці (рос. Аксёновцы) — присілок у складі Селтинського району Удмуртії, Росія.

## Населення
Населення — 4 особи (2010; 11 в 2002).
Національний склад станом на 2002 рік:
- росіяни — 100 %

## Урбаноніми[3]
- вулиці — Квіткова